# Ґміна Черніїв
Ґміна Черніїв — колишня (1934–1939) сільська ґміна Станиславівського повіту Станиславівського воєводства Польської республіки. Центром ґміни було село Черніїв.
Ґміну Черніїв було утворено 1 серпня 1934 у межах адміністративної реформи в ІІ Речі Посполитій із тогочасних сільських ґмін: Братківці, Опришівці, Тисменичани, Черніїв, Чукалівка, Хом'яків і Хриплин .
В 1940 р. ґміну ліквідували у зв’язку з утворенням Лисецького району.